# 高錫綬
高錫綬（？—？），清朝政治人物。河南新鄭縣人。
高錫綬為舉人出身。道光二十一年（1841年）十二月，署任湖南永順府龍山縣知縣。